# La Morra
Pour les articles homonymes, voir Morra (homonymie).
La Morra est une commune italienne de la province de Coni, dans la région Piémont. Elle est fameuse pour son vignoble.

## Administration
| Période                                  | Période | Identité | Étiquette | Qualité |
| ---------------------------------------- | ------- | -------- | --------- | ------- |
|                                          |         |          |           |         |
| Les données manquantes sont à compléter. |         |          |           |         |

### Hameaux
Annunziata, Santa Maria, Rivalta, Berri

### Communes limitrophes
Alba (Italie), Barolo (Italie), Bra (Italie), Castiglione Falletto, Cherasco, Narzole, Roddi, Verduno